# Umm al-walad
Il termine Umm al-walad (in arabo ﺍﻡ ﺍﻟﻮﻟﺪ‎?, lett. "Madre del fanciullo"), o più sinteticamente, Umm walad, indicava nella cultura tradizionale arabo-islamica la concubina schiava che partoriva un figlio al padrone. 
La nascita comportava un significativo mutamento della condizione giuridica della madre perché, quand'anche ciò non avesse comportato (come assai spesso si verificava) la sua immediata manomissione, non era più possibile la sua vendita ad altri e la donna era automaticamente resa libera alla morte del padrone-padre. Tale approccio, introdotto da ʿOmar ibn al-Khaṭṭāb, fu seguito dalla quasi totalità delle scuole sunnite di diritto islamico. La tradizione legale sciita, seguendo l'orientamento di ʿAlī ibn ʾAbī Ṭālib, eliminò tale protezione, consentendo la vendita della madre.
Lo status dei figli dei califfi nati da una concubina schiava si evolse durante il califfato omayyade. In particolare, nonostante il loro status di figli legittimi, fu inizialmente prevalente la consuetudine di escluderli dalla successione, pur destinandoli ad incarichi prestigiosi. Yazid III fu il primo califfo omayyade nato da una schiava, ascendendo al trono nel 744. Gli ultimi tre califfi omayyadi e buona parte dei califfi abbasidi furono figli di una umm al-walad.